# Duchi di Parma
I duchi di Parma, Piacenza e Guastalla (titolo nobiliare relativo al dominio sul Ducato di Parma e Piacenza) dal 1545 al 1802 e dal 1814 al 1859 furono i seguenti.
Il duca di Parma fu anche duca di Piacenza, e duca di Guastalla a parte i primi anni del regno di Ottavio Farnese (1549-1556) e il periodo dei due duchi designati da Napoleone Bonaparte nel 1808. La dinastia Farnese detenne inoltre il titolo di duca di Castro dal 1537 fino al 1649.

## Duchi regnanti di Parma e Piacenza (1545–1735)

### Farnese (1545–1731)
| Ritratto | Nome (nascita–morte)                               | Regno             | Regno             | Matrimoni | Note                                                                                                |
| Ritratto | Nome (nascita–morte)                               | Inizio            | Fine              | Matrimoni | Note                                                                                                |
| -------- | -------------------------------------------------- | ----------------- | ----------------- | --- | --------------------------------------------------------------------------------------------------- |
|          | Pier Luigi (19 novembre 1503 – 10 settembre 1547)  | 23 settembre 1545 | 10 settembre 1547 | Gerolama Orsini quattro figli e una figlia                                                                                            | Figlio illegittimo di Papa Paolo III e di Silvia Ruffini, che lo investì del ducato; fu assassinato |
|          | Ottavio (9 ottobre 1524 – 18 settembre 1586)       | 10 settembre 1547 | 18 settembre 1586 | Margherita d'Austria due figli gemelli                                                                                                | Figlio di Pier Luigi                                                                                |
|          | Alessandro (27 agosto 1545 – 3 dicembre 1592)      | 18 settembre 1586 | 3 dicembre 1592   | Maria del Portogallo due figli e una figlia                                                                                           | Figlio di Ottavio; fu Governatore dei Paesi Bassi spagnoli e sovrano di Parma allo stesso tempo     |
|          | Ranuccio I (28 marzo 1569 – 5 marzo 1622)          | 3 dicembre 1592   | 5 marzo 1622      | Margherita Aldobrandini tre figli e due figlie                                                                                        | Figlio di Alessandro; già reggente dal 1586 al 1592                                                 |
|          | Odoardo I (28 aprile 1612 – 11 settembre 1646)     | 5 marzo 1622      | 11 settembre 1646 | Margherita de' Medici quattro figli e due figlie                                                                                      | Figlio di Ranuccio                                                                                  |
|          | Ranuccio II (17 settembre 1630 – 11 dicembre 1694) | 11 settembre 1646 | 11 dicembre 1694  | (1) Margherita Violante di Savoia due figli (2) Isabella d'Este un figlio e due figlie (3) Maria d'Este quattro figli e cinque figlie | Figlio di Odoardo                                                                                   |
|          | Francesco (19 maggio 1678 – 26 febbraio 1727)      | 11 dicembre 1694  | 26 febbraio 1727  | Dorotea Sofia di Neuburg nessun figlio                                                                                                | Figlio di Ranuccio II e Maria d'Este                                                                |
|          | Antonio (29 novembre 1679 – 20 gennaio 1731)       | 26 febbraio 1727  | 20 gennaio 1731   | Enrichetta d'Este nessun figlio | Figlio di Ranuccio II e Maria d'Este                                                                |

### Borbone di Spagna (1731–1735)
In seguito alla morte senza eredi di Antonio Farnese la corona passa ai Borbone di Spagna nella persona del futuro Carlo III, figlio di Elisabetta Farnese, secondo il Trattato dell'Aia.
| Ritratto | Nome (nascita–morte)                         | Regno            | Regno          | Matrimoni | Note                                               |
| Ritratto | Nome (nascita–morte)                         | Inizio           | Fine           | Matrimoni | Note                                               |
| -------- | -------------------------------------------- | ---------------- | -------------- | --------- | -------------------------------------------------- |
|          | Carlo I (20 gennaio 1716 – 14 dicembre 1788) | 29 dicembre 1731 | 3 ottobre 1735 | [ 1 ]     | Figlio di Elisabetta Farnese, figlia di Odoardo II |

## Dominazione austriaca (1735–1748)
La guerra di successione polacca coinvolse pesantemente il ducato gettandolo nel caos dinastico. Mentre il duca Carlo I nel 1734 si lanciava alla conquista dell'austriaca Napoli, la sguarnita Parma veniva di converso occupata dalle armate germaniche, e in seguito ad un armistizio con la Francia l'imperatore Carlo VI si proclamava duca. A creare ulteriori dissidi si aggiunse l'alleato dei francesi Carlo Emanuele III di Savoia che disinibitamente si proclamava duca della Piacenza da lui occupata, battendovi addirittura moneta. La situazione fu chiarita solo dal Trattato di Vienna (1738), con cui si sancì lo scambio fra Parma e Napoli.
Tuttavia l'imperatore Carlo non passò alla storia nella lista numeraria dei duchi parmensi. Alle suddette traversie belliche, infatti, si unì il fatto che anche a Parma si fece sempre indicare come imperatore, e mai come duca. Ancor di più pesò il dato legislativo che gli Asburgo sottomisero Parma all'amministrazione milanese, determinando de facto la transitoria perdita di soggettività del ducato parmense. Questo periodo venne dunque assimilato ad un'annessione politica allo Stato di Milano.
All'imperatore Carlo VI il 20 ottobre 1740 successe la figlia Maria Teresa d'Asburgo che, con il Trattato di Aquisgrana (1748), accettò la restaurazione borbonica.

### Asburgo (1735–1748)
| Ritratto | Nome (nascita–morte)                             | Regno           | Regno           | Matrimoni                                                            | Note |
| Ritratto | Nome (nascita–morte)                             | Inizio          | Fine            | Matrimoni                                                            | Note |
| -------- | ------------------------------------------------ | --------------- | --------------- | -------------------------------------------------------------------- | --- |
|          | Carlo VI (1º ottobre 1685 – 20 ottobre 1740)     | 3 ottobre 1735  | 20 ottobre 1740 | Elisabetta Cristina di Brunswick-Wolfenbüttel un figlio e tre figlie | Imperatore del Sacro Romano Impero, salì sul trono di Parma occupando il ducato durante la guerra di successione polacca |
|          | Maria Teresa (13 maggio 1717 – 29 novembre 1780) | 20 ottobre 1740 | 18 ottobre 1748 | Francesco I di Lorena cinque figli e undici figlie                   | Figlia di Carlo VI |

## Duchi regnanti di Parma e Piacenza (1748–1802)
Con il trattato di Aquisgrana, che segnò la fine della guerra di successione austriaca, si decise che il ducato/principato di Parma e Piacenza venisse affidato alla dinastia dei Borbone, nella persona di Filippo di Borbone, figlio di Filippo V di Spagna e di Elisabetta Farnese. Dal 1748 inoltre, i duchi/principi di Parma furono anche duchi/principi di Guastalla in seguito all'annessione del ducato di Guastalla.

### Borbone di Parma (1748–1802)
| Ritratto | Nome (nascita–morte)                            | Regno           | Regno          | Matrimoni                                          | Note                                                                    |
| Ritratto | Nome (nascita–morte)                            | Inizio          | Fine           | Matrimoni                                          | Note                                                                    |
| -------- | ----------------------------------------------- | --------------- | -------------- | -------------------------------------------------- | ----------------------------------------------------------------------- |
|          | Filippo I (15 marzo 1720 – 18 luglio 1765)      | 18 ottobre 1748 | 18 luglio 1765 | Luisa Elisabetta di Francia un figlio e due figlie | Figlio minore di Elisabetta Farnese, fratello di Carlo                  |
|          | Ferdinando I (20 gennaio 1751 – 9 ottobre 1802) | 18 luglio 1765  | 9 ottobre 1802 | Maria Amalia d'Austria tre figli e dieci figlie    | Figlio di Filippo; durante il suo regno i francesi occuparono il ducato |

## Occupazione francese (1802–1814)

### Duchi onorari sotto Napoleone (1808–1814)
In accordo con il patto stretto tra Napoleone e il figlio del defunto Ferdinando, l'Impero francese dapprima pose il ducato sotto un commissariato, poi lo annesse direttamente come dipartimento del Taro, con l'eccezione di Guastalla assegnata al Regno d'Italia.
Con l'incorporazione legale all'Impero, Napoleone volle creare due titoli onorifici con i soppressi titoli ducali di Parma e Piacenza dandoli ai suoi due ex colleghi dei tempi del Consolato: Jean-Jacques Régis de Cambacérès (1753 – 1824) ricevette dal 1808 fino alla caduta di Napoleone il titolo di Duca di Parma. Nello stesso arco temporale, Charles-François Lebrun (1739 – 1824) ricevette il titolo di Duca di Piacenza.
Il titolo di Cambacérès si estinse alla sua morte nel 1824 mentre quello di Lebrun rimase ai suoi discendenti fino al 1928 quando si estinse anch'esso, ma per evitare confusione con quello sovrano quest'ultimo venne lasciato in genere anche nelle pubblicazioni internazionali e perfino italiane con la versione francese (duca di Plaisance o duc de Plaisance).
Duca di Parma
| Ritratto | Nome (nascita–morte)                                              | Regno          | Regno        | Matrimoni | Note                   |
| Ritratto | Nome (nascita–morte)                                              | Inizio         | Fine         | Matrimoni | Note                   |
| -------- | ----------------------------------------------------------------- | -------------- | ------------ | --------- | ---------------------- |
|          | Jean-Jacques Régis de Cambacérès (18 ottobre 1753 – 8 marzo 1824) | 24 maggio 1808 | 8 marzo 1824 | -         | Duca onorario di Parma |

Duca di Piacenza
| Ritratto | Nome (nascita–morte)                                     | Regno          | Regno | Matrimoni                              | Note                      |
| Ritratto | Nome (nascita–morte)                                     | Inizio         | Fine  | Matrimoni                              | Note                      |
| -------- | -------------------------------------------------------- | -------------- | ----- | -------------------------------------- | ------------------------- |
|          | Charles-François Lebrun (19 marzo 1739 – 16 giugno 1824) | 24 maggio 1808 | 1928  | Anne Delagoutte tre figli e due figlie | Duca onorario di Piacenza |

## Duchi regnanti di Parma e Piacenza (1814–1859)
Dopo la caduta di Napoleone, il Congresso di Vienna decise di restaurare il ducato di Parma e Piacenza affidandolo a titolo vitalizio all'arciduchessa Maria Luisa d'Austria, moglie di Napoleone ed ex imperatrice dei francesi. Alla sua morte si stabilì che il ducato sarebbe tornato ai Borbone-Parma, regnanti nel frattempo sul ducato di Lucca.

### Asburgo-Lorena (1814–1847)
| Ritratto | Nome (nascita–morte)                               | Regno          | Regno            | Matrimoni                     | Note |
| Ritratto | Nome (nascita–morte)                               | Inizio         | Fine             | Matrimoni                     | Note |
| -------- | -------------------------------------------------- | -------------- | ---------------- | ----------------------------- | --- |
|          | Maria Luigia (12 dicembre 1791 – 17 dicembre 1847) | 11 aprile 1814 | 17 dicembre 1847 | Napoleone Bonaparte un figlio | Figlia di Francesco II d'Asburgo-Lorena ed ex-imperatrice dei francesi; fu duchessa a titolo vitalizio, ma fu stabilito che alla sua morte il ducato tornasse ai Borbone |

### Borbone di Parma (1847–1859)
I seguenti duchi non regnarono più su Guastalla, ceduta a Modena in cambio dell'alta Lunigiana.
| Ritratto | Nome (nascita–morte)                         | Regno            | Regno                        | Matrimoni | Note                                                                                    |
| Ritratto | Nome (nascita–morte)                         | Inizio           | Fine                         | Matrimoni | Note                                                                                    |
| -------- | -------------------------------------------- | ---------------- | ---------------------------- | --- | --------------------------------------------------------------------------------------- |
|          | Carlo II (22 dicembre 1799 – 16 aprile 1883) | 17 dicembre 1847 | 14 maggio 1849 (abdicazione) | Maria Teresa di Savoia un figlio e una figlia                                                                       | Nipote di Ferdinando                                                                    |
|          | Carlo III (14 gennaio 1823 – 27 marzo 1854)  | 14 maggio 1849   | 27 marzo 1854                | Luisa Maria di Francia due figli e due figlie                                                                       | Figlio di Carlo II; fu assassinato                                                      |
|          | Roberto I (9 luglio 1848 – 16 novembre 1907) | 27 marzo 1854    | 9 giugno 1859 (deposizione)  | (1) Maria Pia delle Due Sicilie cinque figli e sette figlie (2) Maria Antonia del Portogallo sei figli e sei figlie | Figlio di Carlo III; regnò sotto la reggenza della madre a causa della giovanissima età |

In seguito al risorgimento il Ducato di Parma perse la propria indipendenza e, dopo un periodo di dittatura rivoluzionaria filosabauda, nel 1860 venne annesso tramite plebiscito al Regno di Sardegna andando a costituire il Regno d'Italia.
Il deposto duca e i suoi eredi andarono a costituire i pretendenti al trono parmense.
Il titolo di Duca di Parma e Piacenza esiste tuttora ed è riconosciuto a livello internazionale, in seguito al matrimonio nel 1964 di Irene d'Olanda con il principe (poi Duca) Carlo Ugo di Borbone-Parma (figlio ed erede di Saverio di Borbone-Parma,  figlio del Duca Roberto I), è inserito negli elenchi della nobiltà olandese (attualmente il Duca è il loro figlio Carlo Saverio di Borbone-Parma).
Il Duca di Parma e Piacenza risiede attualmente nei Paesi Bassi ma ogni anno visita più giorni le città di Parma e Piacenza e agisce come Gran Maestro dell'Ordine Costantiniano di San Giorgio, ente riconosciuto anche dalle leggi dell'attuale governo repubblicano italiano.
Il titolo di principe di Borbone-Parma o di Parma e Piacenza é portato anche dai membri della famiglia granducale del Lussemburgo per il matrimonio nel 1919 della granduchessa Carlotta di Lussemburgo con il principe Felice di Borbone-Parma, figlio del Duca Roberto I (i cui discendenti sono quindi in linea di successione al titolo ducale parmense).